# Traduzione amatoriale
La traduzione amatoriale (oppure traduzione generata dagli utenti, fan traduzione, traduzione di comunità, traduzione collaborativa) è una traduzione realizzata dagli appassionati di opere scritte o multimediali, spesso in una lingua per la quale non è ancora stata resa disponibile la traduzione ufficiale. Generalmente, i fan non hanno una formazione al pari dei traduttori professionisti, ma partecipano volontariamente a progetti di traduzione a seconda dei loro interessi per specifici generi audiovisivi, serie TV, film, ecc.

## Tipologie di traduzione amatoriale
Tra le diverse aree che sono oggetto d’interesse per la traduzione amatoriale spiccano:
- Sottotitolaggio amatoriale (detto anche fansub o fansubbing[5]) – il sottotitolaggio di film, programmi televisivi, videogiochi e altri materiali audiovisivi digitali da parte di un gruppo di fan[2][4]. Per molte lingue, riguarda soprattutto i film hollywoodiani e le serie tv americane. Invece, i programmi d’intrattenimento asiatici, in particolare anime e tokusatsu, rappresentano la maggior parte delle opere audiovisive sottotitolate in lingua inglese.
- Traduzione amatoriale dei videogiochi[6] – questa pratica si è diffusa con l’affermarsi dell’emulazione delle console alla fine degli anni novanta ed è ancora rivolta principalmente ai grandi classici videoludici. In genere queste traduzioni vengono distribuite come patch non ufficiali che modificano i file binari del gioco originale creando nuovi file binari. Esempi famosi sono la patch italiana di Undertale, quella di Deltarune o anche quella di The Elder Scrolls III: Morrowind[7][8][9][10].
- Scanlation – la traduzione di fumetti, specialmente manga, realizzata da gruppi di fan[2] che effettuano una scansione dei fumetti convertendoli in immagini digitali e poi traducono il testo[2]. Solitamente le traduzioni prodotte vengono poi distribuite in formato elettronico[11]. Un metodo alternativo per la distribuzione di arte sequenziale tradotta dai fan è la diffusione del solo testo tradotto, così che i lettori debbano comprare una copia dell’opera originale.
- Doppiaggio amatoriale – il doppiaggio di film, programmi televisivi, videogiochi e altri prodotti audiovisivi realizzato da un gruppo di fan[4] che realizza una traduzione della traccia audio originale, oppure una nuova versione, solitamente per scopi umoristici, come può essere una parodia oppure le “abridged series”, serie parodistiche create dai fan in cui gli episodi sono più brevi e la parte di audio utilizzata viene sostituita con dialoghi comici e illogici.

## Storia
La traduzione amatoriale di materiale audiovisivo, in particolare il sottotitolaggio di anime, risale agli anni ottanta. O’Hagan (2009) sostiene che il fansub si è sviluppato come forma di protesta contro “gli innumerevoli doppiaggi degli anime trasmessi al di fuori del Giappone in versioni eccessivamente modificate”, che hanno spinto i fan alla ricerca di versioni più fedeli in tempi brevi.
I primi tentativi di sottotitolaggio e doppiaggio amatoriale consistevano nella manipolazione delle cassette VHS, un'attività dispendiosa e costosa. Lupin III, prodotto negli Stati Uniti a metà degli anni ottanta, è stato il primo esempio conosciuto di fansub e ha richiesto circa un centinaio di ore per sottotitolare ciascun episodio.

## Risvolti sociali
L’evoluzione dell’industria culturale, i progressi tecnologici e l’espansione di piattaforme online hanno contribuito alla crescita della traduzione amatoriale. Di conseguenza, sono aumentate le comunità di traduttori amatoriali, così come le tipologie dei contenuti tradotti. Senza alcun dubbio, di queste traduzioni beneficiano innanzitutto gli spettatori, i lettori e i fan di videogiochi, a loro volta appassionati di vari prodotti della cultura di massa, dato che hanno la possibilità di ricevere informazioni di prima mano provenienti dalle culture straniere. Altri beneficiari sono il settore dell'intrattenimento e altre industrie culturali, poiché in questo modo i loro prodotti acquisiscono visibilità a livello mondiale, dando origine a fenomeni di immersione o assimilazione culturale. Tuttavia, alcuni considerano la traduzione amatoriale una potenziale minaccia per la traduzione professionale. In realtà, le “comunità di traduzione” fanno leva sulla volontà di condivisione, sul volontariato, sullo spirito del “fai-da-te” e, soprattutto, sulla passione e l'entusiasmo per il raggiungimento di un obiettivo comune. Come per molte professioni che richiedono specializzazione e creatività, nell'industria della traduzione sono necessarie grande esperienza e notevoli conoscenze. Lungi quindi dal poter essere considerata una minaccia, la traduzione amatoriale porta con sé due vantaggi: per i traduttori amatoriali rappresenta un’esperienza utile per raggiungere una discreta preparazione a prescindere che vogliano trasformare il loro hobby in un lavoro o meno; per i traduttori professionisti è una fonte da consultare quando si imbattono in progetti di traduzione simili. Va inoltre sottolineato che con l’evoluzione della traduzione amatoriale i contenuti non si limitano più solo a film, videogiochi e fanfiction ma riguardano anche altre tipologie di prodotti che sono apparse negli ultimi anni: corsi di formazione, discorsi politici e reportage del giornalismo indipendente. Questo attribuisce un nuovo significato alla traduzione amatoriale, fino a renderla un fenomeno di natura sociale e non solo di intrattenimento. Proprio come afferma Henry Jenkins, la cultura popolare può portare a forme collaborative di costruzione del significato favorendo una cultura pubblica che occupi una posizione di maggior rilievo a livello collettivo. In questo contesto, l’esempio più importante viene dal mondo dei videogame: in quanto pratica emersa di recente, che dipende dai progressi dell’architettura di Internet, non è più incentrata sull’interesse del singolo come era in origine, ma acquisisce visibilità di fronte all’intera società. Va dunque riconosciuto che in qualche modo la traduzione amatoriale è un fenomeno inevitabile.

## Problemi riguardanti copyright e censura
Spesso, il confine tra traduzione amatoriale e attività che costituisce una violazione del copyright è labile: solitamente i fan traducono film, videogiochi, fumetti, ecc., senza richiedere i dovuti permessi ai proprietari del copyright. Vari studi condotti sull'argomento hanno dimostrato che i traduttori amatoriali svolgono questa attività perché sono appassionati delle opere che traducono e vogliono aiutare altri fan ad accedere a tali materiali. I proprietari dei copyright spesso tollerano la traduzione amatoriale in quanto può contribuire a far conoscere i loro prodotti a un pubblico più ampio.